# Kaarle McCulloch
Kaarle Mcculloch, née le 20 janvier 1988 à Campbelltown, en Nouvelle-Galles du Sud, est une coureuse cycliste sur piste australienne. Elle est notamment quadruple championne de monde de vitesse par équipes en 2009, 2010 et 2011 avec Anna Meares et en 2019 avec Stephanie Morton. Elle compte également trois titres aux Jeux du Commonwealth et une médaille de bronze aux Jeux olympiques.

## Biographie
Kaarle McCulloch s'est passionnée pour le sport dès son plus jeune âge. À ses débuts, elle pratique l'athlétisme. À ses 14 ans, sa famille déménage à Sydney parce qu'il y avait de meilleures opportunités sportives pour elle et ses frères et sœurs. Kaarle McCulloch y fréquente l'« Endeavour Sports High School » et obtient des résultats sur des courses de demi-fond. Alors qu'elle n'est finalement pas retenue dans l'équipe nationale, elle cherche un nouveau défi en tant que triathlète, puis découvre sa passion pour le cyclisme et se tourne finalement vers le cyclisme sur piste.
En 2006, chez les juniors (moins de 19 ans), elle devient double champion d'Australie de vitesse, ainsi que du 500 mètres et se classe deuxième de la vitesse par équipes et troisième du keirin. Depuis lors, elle accumule les titres nationaux ainsi que des places sur les podiums lors des championnats nationaux et des Coupes du monde dans diverses disciplines du sprint sur piste. En 2007, elle remporte ses trois premiers titres aux championnats d'Océanie.
Avec Anna Meares, elle est sacrée championne du monde de vitesse par équipes à Pruszków en 2019. Le duo conserve son titre aux mondiaux 2010 au Danemark et en 2011 à Apeldoorn. Lors du titre au Danemark, les deux australiennes battent le record du monde en réalisant en 32,923 secondes. Aux Jeux du Commonwealth de 2010, elle remporte la médaille d'or en vitesse par équipes et la médaille d'argent sur la vitesse le 500 mètres contre-la-montre. Aux mondiaux 2012 à Melbourne, elle est médaillée d'argent de la vitesse par équipes avec Meares. Plus tard cette année-là, les deux athlètes ont remporté ensemble la médaille de bronze de la vitesse par équipes aux Jeux olympiques de Londres.
Dans les années qui ont suivi, McCulloch obtient de nombreuses victoires et succès. Après la retraite d'Anna Meares à l'issue des Jeux de 2016, sa nouvelle coéquipière pour la vitesse par équipes est Stephanie Morton. En 2017, 2018 et 2020, elle est vice-championne du monde avec Morton. En 2018, McCulloch ajoute  deux médailles d'or supplémentaires lors des Jeux du Commonwealth. En 2019, elle est pour la quatrième fois championne du monde de vitesse par équipes, son premier titre avec Morton. En 2019, elle remporte son 21e titre de championne d'Océanie et son 15e titre de championne d'Australie. Aux Jeux olympiques de Tokyo 2021, elle termine neuvième du keirin (éliminée en 1/2 finales) et 13e de la vitesse individuelle (battue en 1/16e de finale par la futur championne olympique Kelsey Mitchell). Elle met un terme à sa carrière cycliste à l'issue de la saison 2021.
En 2022, elle devient l'entraîneur national du sprint féminin au sein de la Fédération britannique de cyclisme, où elle remplace Jan van Eijden,. Elle obtient rapidement des résultats et emmène notamment Emma Finucane au titre de championne du monde de vitesse en août 2023. Néanmoins, elle quitte son poste après ces mondiaux, pour retourner vivre en Australie, où elle est nommée adjointe d'Anna Meares, la chef de mission de l'équipe australienne pour les Jeux de Paris en 2024.

## Palmarès

### Jeux olympiques
- Londres 2012
  -  Médaillée de bronze de vitesse par équipes (avec Anna Meares)
- Tokyo 2020
  - 9e du keirin
  - 13e de la vitesse individuelle

### Championnats du monde
- Pruszkow 2009
  -  Championne du monde de vitesse par équipes (avec Anna Meares)
  - 6e du 500 mètres
  - 8e de la vitesse individuelle
  - 9e du keirin
- Ballerup 2010
  -  Championne du monde de vitesse par équipes (avec Anna Meares)
- Apeldoorn 2011
  -  Championne du monde de vitesse par équipes (avec Anna Meares)
- Melbourne 2012
  -  Médaillée d'argent de la vitesse par équipes (avec Anna Meares)
  - 4e du 500 mètres
  - 9e du keirin
- Minsk 2013
  - 4e de la vitesse par équipes
  - 6e du 500 mètres
  - 7e de la vitesse individuelle
  - 11e du keirin
- Saint-Quentin-en-Yvelines 2015
  -  Médaillée de bronze de la vitesse par équipes
- Londres 2016
  - 8e du keirin
  - 15e de la vitesse individuelle[6]
- Hong Kong 2017
  -  Médaillée d'argent de la vitesse par équipes
  - 6e de la vitesse individuelle (éliminée en 1/4 de finale)[7]
  - 13e du keirin[8]
- Pruszków 2019
  -  Championne du monde de vitesse par équipes (avec Stephanie Morton)
  -  Médaillée d'argent du keirin
  -  Médaillée de bronze du 500 mètres
  - 10e de la vitesse individuelle (éliminée en huitième de finale)[9]
- Berlin 2020
  -  Médaillée d'argent de la vitesse par équipes (avec Stephanie Morton)

### Coupe du monde
- 2006-2007
  - 2e de la vitesse par équipes à Los Angeles
- 2007-2008
  - 2e de la vitesse par équipes à Sydney
  - 3e de la vitesse par équipes à Los Angeles
- 2008-2009
  - 1re de la vitesse par équipes à Copenhague (avec Anna Meares)
  - 3e du 500 mètres à Melbourne
- 2009-2010 
  - 1re de la vitesse par équipes à Manchester (avec Anna Meares)
  - 2e du 500 mètres à Melbourne
- 2010-2011 
  - 1re de la vitesse par équipes à Manchester (avec Anna Meares)
- 2011-2012
  - 1re de la vitesse par équipes à Astana (avec Anna Meares)
- 2012-2013
  - 1re de la vitesse par équipes à Aguascalientes (avec Stephanie Morton)
- 2014-2015
  - 1re de la vitesse par équipes à Guadalajara (avec Stephanie Morton)
- 2015-2016
  - 2e de la vitesse par équipes à Cambridge
- 2018-2019
  - 1re de la vitesse par équipes à Milton (avec Stephanie Morton)
  - 2e de la vitesse par équipes à Saint-Quentin-en-Yvelines
  - 3e de la vitesse à Cambridge

### Jeux du Commonwealth
| Édition / Épreuve | 500 mètres | Keirin | Vitesse individuelle | Vitesse par équipes        |
| New Delhi 2010    | Argent     |        |                      | Or (avec Anna Meares)      |
| Gold Coast 2018   | Or         | Argent | Bronze               | Or (avec Stephanie Morton) |

### Championnats d'Océanie
| Édition / Épreuve | 500 mètres | Keirin | Vitesse individuelle | Vitesse par équipes        |
| Melbourne 2006    | Bronze     |        | Bronze               |                            |
| Invercargill 2007 | Or         | Or     | Bronze               | Or (avec Kerrie Meares)    |
| Adélaïde 2008     | Or         | Argent | Argent               | Or (avec Kerrie Meares)    |
| Adélaïde 2010     | Or         |        | Argent               | Or (avec Emily Rosemond)   |
| Adélaïde 2012     | Or         | Argent | Or                   |                            |
| Invercargill 2013 |            |        | Bronze               | Or (avec Stephanie Morton) |
| Adélaïde 2014     |            |        | Bronze               | Or (avec Stephanie Morton) |
| Invercargill 2015 | Or         |        | Or                   | Or (avec Anna Meares)      |
| Melbourne 2016    | Or         |        | Or                   |                            |
| Cambridge 2017    | Or         | Bronze | Argent               | Or (avec Stephanie Morton) |
| Adélaïde 2018     | Or         |        | Bronze               | Or (avec Stephanie Morton) |
| Invercargill 2019 |            |        | Bronze               | Or (avec Stephanie Morton) |

### Jeux d'Océanie
- Melbourne 2006
  -  Médaillée de bronze du 500 mètres
  -  Médaillée de bronze de la vitesse

### Championnats nationaux
- Championne d'Australie du 500 mètres juniors en 2006
- Championne d'Australie de vitesse juniors en 2006

- Championne d'Australie de keirin en 2008, 2010 et 2017
- Championne d'Australie du 500 mètres en 2008, 2010, 2011, 2018 et 2019
- Championne d'Australie de vitesse en 2008 et 2010
- Championne d'Australie de vitesse par équipes en 2010 (avec Madison Law), 2011 (avec Cassandra Kell) et 2018 (avec Selina Ho)